# Aston Martin Vanquish
Aston Martin Vanquish является флагманским спорт-каром класса Gran Turismo компании Aston Martin. Был создан в 2001-м году в качестве преемника стареющего Virage. В 2007 году был заменен на Aston Martin DBS V12, но после окончания производства DBS, вновь вернули название Vanquish.

## Первое поколение
Первое поколение V12 Vanquish создано дизайнером Яном Каллумом, показана на Женевском автосалоне и выпускалось с 2001-го по 2005-й года. На автомобиль оказал влияние со стороны концепта Aston Martin Project Vantage Concept, который дебютировал с двигателем V12 на Североамериканском международном автосалоне в январе 1998 года. В экстерьере имеет небольшое сходство с предыдущей моделью, DB7 Vantage.
Шасси имело жесткую конструкцию, благодаря использованию алюминиевоуглеродного композита. 6 литровый, 48 клапанный V12 двигатель под уголом 60° производит 460 л.с и 540 Нм крутящего момента. Мощность подается посредством 6 ступенчатой электрогидравлической КПП на задний привод. Стандартная модель оснащалась 355 мм вентилируемыми тормозными дисками с 4 поршневыми суппортами спереди, ABS с электронным распределением тормозного усилия.
Был официальным автомобилем Джеймса Бонда в фильме «Умри, но не сейчас». Также имел 2 концепта представленных в 2004 году в автосалоне в Женеве, кабриолет Zagato Roadster и Bertone Jet 2 шутинг-брейк.

### Vanquish S

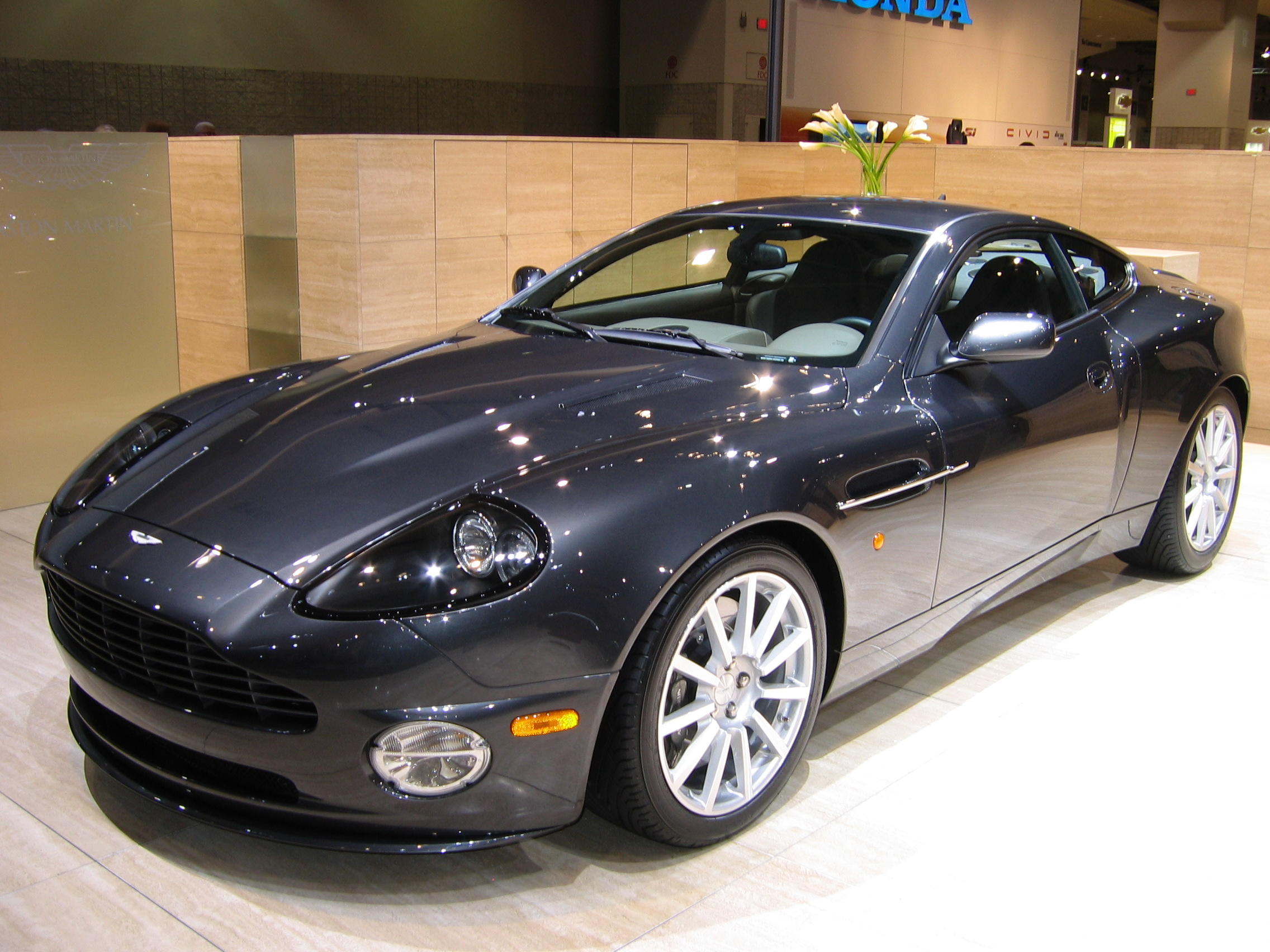
Aston Martin Vanquish S

Дебютировал на Парижском автошоу в 2004 году с более мощным двигателем, доработанной аэродинамикой, изменениями подвеске и салоне.
Мощность возросла до 520 л.с. Изменения коснулись не только двигателя, но и внешнего вида, новая форма носа и сплиттер в передней части, при этом снизилось лобовое сопротивление до 0.32 (0.33 у стандартной модели), колеса большего диаметра, задняя крышка багажника с небольшим спойлером и значком Vanquish S. Диаметр тормозных дисков увеличился до 378 мм с шестью поршневыми суппортами для передних колес и 330 мм диски для задних.
Всего за 6 лет было произведено 1492 Vanquish и 1086 Vanquish S. Производство автомобиля закончились версией Vanquish S Ultimate Edition, таких автомобилей всего 50 штук, кузов будет окрашен в черный цвет "Ultimate Black", обновленный интерьер и небольшие изменения.
V12 Vanquish, имея максимальную скорость 321 км/ч, был самым быстрым серийным автомобилем компании, вплоть до 2004 года пока не появился V12 Vantage S. В 2007 году Vanquish S и V12 Vanquish были заменены на модель DBS в 2007 году.

### Технические спецификации
| Модель     | Годы пр-ва | Двигатель и трансмиссия                      | Мощность             | Крутящий момент     | 0–100 кмч | Макс. скорость |
| ---------- | ---------- | -------------------------------------------- | -------------------- | ------------------- | --------- | -------------- |
| Vanquish   | 2001-04    | 5932 см³ V12 с 6-ступ полуавтоматической кпп | 460 л.с @6800 об/мин | 542 Нм @5500 об/мин | 4.7 с     | 306 км/ч       |
| Vanquish S | 2004-07    | 5932 см³ V12 с 6-ступ полуавтоматической кпп | 520 л.с @7000 об/мин | 577 Нм @5800 об/мин | 4.5 с     | 321 км/ч       |

## Второе поколение
Aston Martin представил концепт Project AM310 Concept 2012 на выставке Concorso D’Eleganza at Villa D'Este в 2012 году. Позже Aston объявил что автомобиль поступит на производство как новый Vanquish.
Концепт основан на четвертом поколении VH платформы, построенное с обширным использованием углеволокна и алюминия, а также с 5.9 литровым V12 550 сильным двигателем. Во внешнем виде можно разглядеть знакомые черты Aston Martin, передние фары как у Virage, задние фары и капот стилизованы под One 77, также имеет выраженное сходство с DB9 и Virage. Экстерьером концепт практически не отличается от серийного автомобиля.

### Vanquish 2012
Внешний вид сочетает в себе некоторые элементы DBS, Virage и One 77. Крышка багажника включает в себя интегрированный спойлер и выглядит как будто это невозможно изготовить, это было сделано по приказу исполнительного директора Ульриха Беца. Структура кузова выполнена из углепластика и алюминия и стала легче на 13% спереди и жестче на 25% по сравнению со вторым поколением VH который использовался в DBS, за счет большего использования углеволокна.
Интерьер новый и совмещает некоторые элементы эксклюзивного One-77. Стандартный салон обшивается вручную из кожи и алькантары и доступны из нескольких цветовых схем. Центральная консоль имеет 6.5" LCD информационно-мультимедийную систему которая ранее использовался в DBS, 1000 Ваттную стереосистему Bang & Olufsen BeoSound из 13 динамиков, жесткий диск спутниковой навигационной системой.
Автомобиль шире, длиннее и ниже чем оригинальный Vanquish (2001-2007 г.в) и более чем на 60% больше свободного пространства в салоне и багажнике чем в DBS.
В 2018 году было объявлено о прекращении выпуска автомобиля Aston Martin Vanquish 2012 года, на смену которому пришел новый спорткупе Aston Martin DBS Superleggera. 

#### Двигатель и ходовая часть
В автомобиле используется 5.9 литровый (5932 см³) силовой агрегат AM11, расположение которого на 19 мм ниже, 48 клапанный двигатель V12 с двумя распредвалами с изменениями фаз газораспределения, непосредственным впрыском топлива и компрессией 11:1, полностью катализируемая выхлопная система выполненная из стали с активными клапанами. Мощность подается на задний привод через 6-ступенчатую автоматическую КПП.
В августе 2014 года начали использовать переработанный двигатель AM29 и 8-ступенчатый автомат Touchtronic 3.
Впервые для автомобилей Aston Martin используется Launch Control, система которая снижает пробуксовку колес при старте.
Подвеска спереди из легкосплавного алюминия спереди и сзади на двойных поперечных рычагах, адаптивными амортизаторами с стабилизатором поперечной устойчивости. Амортизаторы управляются 3 режимами демфирирования (ADS) Sport, Normal, Track Mode. Вентилируемые карбоно-керамические тормоза спереди 398 мм в диаметре с шестью поршневыми суппортами и сзади 360 мм с четырьмя поршневыми суппортами, на 13 кг легче по сравнению со стальным аналогом, покрышки Pirelli P Zero спереди 225/30/R20 и сзади 305/30/R20. Распределение веса 51%-49% между передними и задними осями.
Aston Martin провела более 5000 км скоростных испытаний на прочность для Vanquish в Италии, Швеции, Испании, интенсивное тестирование на треке Nurburgring во встроенном центре Aston Martin.

### Технические спецификации
| Модель           | Годы пр-ва | Двигатель и трансмиссия                                     | Мощность             | Крутящий момент     | 0–100 кмч | Макс. скорость |
| ---------------- | ---------- | ----------------------------------------------------------- | -------------------- | ------------------- | --------- | -------------- |
| Vanquish Coupe   | 2012-14    | 5932 см³ V12 AM11 с 6-ступ автоматической кпп Touchtronic 2 | 565 л.с @6750 об/мин | 620 Нм @5500 об/мин | 4.1 с     | 295 км/ч       |
| Vanquish Volante | 2012-14    | 5932 см³ V12 AM11 с 6-ступ автоматической кпп Touchtronic 2 | 565 л.с @6750 об/мин | 620 Нм @5500 об/мин | 4.1 с     | 295 км/ч       |
| Vanquish Coupe   | 2014-н.в   | 5932 см³ V12 AM29 с 8-ступ автоматической кпп Touchtronic 3 | 568 л.с @6650 об/мин | 630 Нм @5500 об/мин | 3.6 с     | 324 км/ч       |
| Vanquish Volante | 2014-н.в   | 5932 см³ V12 AM29 с 8-ступ автоматической кпп Touchtronic 3 | 568 л.с @6650 об/мин | 630 Нм @5500 об/мин | 3.8 с     | 317 км/ч       |

#### Версии
- Vanquish Volante
- Vanquish Carbon Black & White
- Neiman Marcus Edition Vanquish Volante
- Centenary Edition Vanquish